# Katharine Glasier

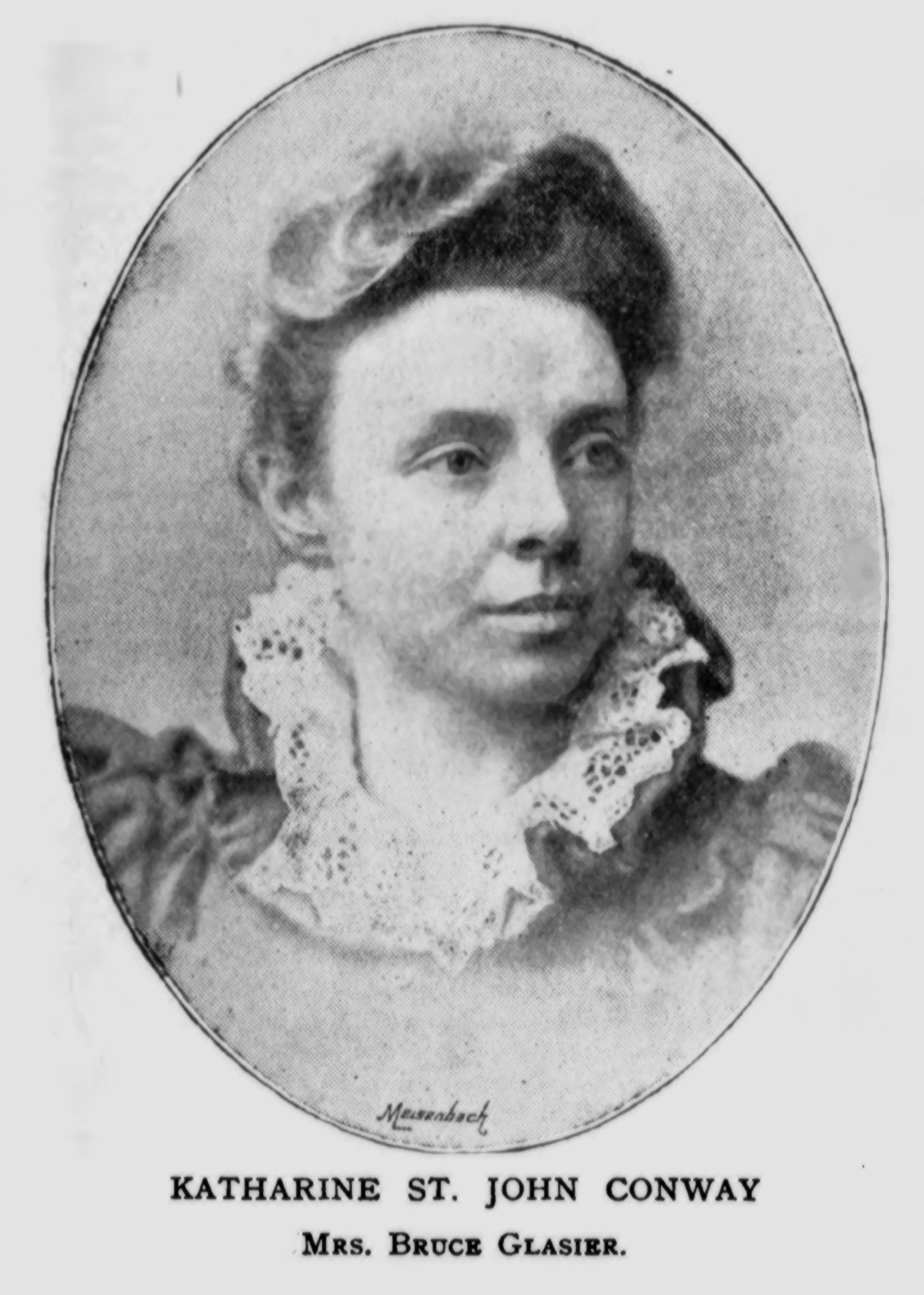
Katharine Glasier

Katharine Bruce Glasier (* 25. September 1867 in Ongar, Essex als Katharine St. John Conway; † 14. Juni 1950 in Earby, Lancashire) war eine britische Sozialistin, die sich gemeinsam mit ihrem Ehemann John Bruce Glasier (1859–1920) in führender Rolle in der Arbeiterbewegung engagierte. Sie gehörte zu den Mitbegründern der Independent Labour Party (ILP); Sozialismus war für sie eng verbunden mit christlichen Idealen.

## Leben

### Frühe Jahre
Bruce Glasier wurde 1867 als Katharine St John Conway in Ongar, Essex, als zweites von sieben Kindern einer Familie der Mittelschicht geboren. Ihre Eltern, der Pfarrer Samuel Conway und seine Ehefrau Amy, geborene Curling, waren beide liberal-progressiv eingestellt und betrachteten es als Selbstverständlichkeit, dass auch ihre Tochter die bestmögliche Ausbildung erhalten solle. Sie besuchte zunächst die Hackney Downs High School for Girls und studierte dann Classics am Newnham College der University of Cambridge. Da Cambridge damals keine Abschlüsse an Frauen verteilte, erhielt Conway zu ihrem Studienabschluss offiziell keinen akademischen Grad, fügte aber trotzdem ihr Leben lang ein B. A. an ihren Namen an.
Nach ihrem Studium arbeitete sie an einer privaten Mädchenschule in Bristol, der Redland High School. Damals lebte sie im Haus des späteren Parlamentariers Dan Irving. Eine Demonstration von Frauen aus der Arbeiterklasse inspirierte sie für die Sache des Sozialismus. Anschließend schloss sie sich der British Socialist Society und der Fabian Society an, kurzzeitig auch der Social Democratic Federation. Ebenso wechselte sie an eine Schule in einem Arbeiterviertel. Immer mehr trat sie aber auch öffentlich für ihre sozialistischen Positionen ein, besonders als Autorin und Rednerin. Sozialismus verstand sie als praktische Umsetzung christlicher Lehren.

### Heirat, Independent Labour Party und Journalismus
1893 heiratete sie den schottischen Sozialisten John Bruce Glasier und nahm dessen Nachnamen an. Im gleichen Jahr gehörte sie zu den Ausrichtern einer Veranstaltung der Arbeiterbewegung in Bradford, die in der Gründung der Independent Labour Party (ILP) resultierte. Anschließend gehörte sie als einzige Frau dem ersten National Administrative Council der Partei an. Zudem unterstützte sie die Gründung der Women's Labour League, Save the Children, die Bewegung der sogenannten  Socialist Sunday Schools und die Gründung der Workers’ Birth Control Group. Thematisch setzte sie sich für die Erbauung von Waschkauen für Bergarbeiter, für staatliche Altersheime, Schulspeisungen für Kinder armer Familien und für die Gründung kommunaler Kindergärten ein. Daneben vertrat sie auch feministische Positionen. Ebenfalls positionierte sie sich als Gegnerin von Krieg und Militarismus. Ihre Arbeit inspirierte unter anderem Ellen Wilkinson.
Bekannt war Glasier sowohl als (Fighting) Kitty wie auch als KBG als Akronym ihres Ehenamens. Finanzielle Unterstützung für ihre Arbeit erhielt das Ehepaar Glasier durch Elizabeth Glendower Evans, die für die beiden einen Treuhandfonds aufsetzte. Das Ehepaar würde „wie die frühen Christen“ leben und ihr Leben dem Sozialismus widmen. Weiterhin trat Glasier als öffentliche Rednerin hervor, im Namen der ILP, der Fabian Society und der Labour Church. Ebenso schrieb sie weiterhin verschiedene Bücher und Pamphlete. Ihr bekanntester Roman war Aimée Furniss, Scholar (1896); journalistische Artikel verfasste sie unter anderem für den Sunday Chronicle und die Workman’s Times. Von 1916/1917 bis 1921 war sie als Nachfolgerin von Fenner Brockway Chefredakteurin des Labour Leader. Unter ihrer Leitung begrüßte die Zeitung unter anderem die Russische Revolution; ebenso stiegen die Verkaufszahlen des Blattes.

### Engagement ab 1920 und letzte Jahre
Nach dem Tod ihres Ehemanns 1920 pausierte sie einige Zeit mit ihrer Arbeit, setzte diese dann aber fort. Spätestens ab 1923 trat sie wieder als Rednerin auf und schrieb wieder Artikel, unter anderem für die Labour’s Northern Voice. Ihr Engagement für Save the Children, kostenlose Schulspeisungen und Kindergärten verstärkte sie ab den 1920ern. Dabei arbeitete sie unter anderem mit Margaret McMillan zusammen. Später half Glasier bei der Gründung des Margaret Macmillan Memorial College. Gleichzeitig engagierte sie sich aktiver auch im religiösen Bereich. Sie trat den Quäkern bei und versuchte – inspiriert durch Walt Whitman – Spiritualität und Sozialismus zu vermischen.
Politisch kritisierte Glasier die pragmatische Linie von Philip Snowden und Ramsay MacDonald, die sich beide institutionellen Lösungen zugewandt hatten und für die Labour Party Premierminister geworden waren. Als eine der wenigen Mitglieder der ILP blieb sie aber ihr Leben lang auch eine aktive Unterstützerin der Labour Party, auch nachdem die ILP offiziell ihre Verbindungen zur Labour Party gekappt hatte. Bis zuletzt trat sie aber weiterhin öffentlich auch für die ILP in Erscheinung. Ihren 80. Geburtstag feierte sie mit einem öffentlichen Vortrag vor knapp tausend Menschen zum Thema Die Religion des Sozialismus. 1948 nominierte sie der Parlamentsabgeordnete Gilbert McAllister (Labour Party) für den Friedensnobelpreis, weil sie „ein gesamten Leben für die Sache des Friedens und der internationalen Freundschaft gewidmet“ habe.
Mittlerweile bekannt als „Großmutter der britischen Arbeiterbewegung“, zog sie sich in ihren späten Jahren nach Earby in Lancashire zurück, wo sie das Glen Cottage am Rande des Ortes bewohnte. Dort starb sie 1950 im Alter von 82 Jahren im Schlaf nach kurzer Krankheit. Das Glen Cottage wurde später in Erinnerung an Glasiers Engagement für Kinder eine von der Youth Hostels Association (England & Wales) betriebene Jugendherberge. Der überlebende Sohn des Ehepaars Glasier übergab 1976 den Nachlass seiner Eltern der Bibliothek der University of Liverpool („John & Katharine Glasier Papers“). Weitere Dokumente zu Glasier befinden sich in der Working Class Movement Library.

## Werke
- mit John Bruce Glasier: The religion of socialism. Two aspects. Manchester Labour Press Society, Manchester 1893.
- The Road to Socialism. Manchester Labour Press Society, Manchester 1894.
- The Cry of the Children. Manchester Labour Press Society, Manchester 1894.
- Husband and brother. 1894.
- Aimée Furniss, scholar : a story. The Clarion Office, Walter Scott Ltd, London 1896.
- Socialism for Children. Independent Labour Party, London 1900.
- Tales from the Derbyshire hills : pastorals from the Peak District. Independent Labour Party, London 1907.
- Socialism and the Home. Independent Labour Party, London 1909.
- mit Thomas Richardson: Baths at the pithead and the works. Women’s Labour League, London (um 1912).
- National old-age homes. Women’s Labour League, London 1914.
- National homes for disabled soldiers and sailers and for the aged. Women’s Labour League, London (um 1915).
- mit Elizabeth Glendower Evans: The price of war. Massachusetts Branch Women's Peace Party, Boston (um 1916).
- Dolly-logues. Independent Labour Party, London 1926.
- The Glen book. Workers’ Northern Publishing Company, Manchester 1928.
- Eglantyne Jebb and the World’s Children. The Northern Voice, Manchester 1928.
- Socialism for beginners. Independent Labour Party, London 1929.
- Margaret McMillan and her life work. Workers’ Northern Publishing Company, Manchester (wohl in den 1930ern).